# Guarea grossa
Guarea grossa är en tvåhjärtbladig växtart som beskrevs av Terence Dale Pennington. Guarea grossa ingår i släktet Guarea och familjen Meliaceae. Inga underarter finns listade i Catalogue of Life.